# Nissan (isola)
Nissan è un atollo corallino della Papua Nuova Guinea, il più grande delle isole Green, situato a circa 200 km ad est della Nuova Britannia e circa a 200 km a nord-ovest dall'isola di Bougainville.

## Geografia
Nissan è un atollo di forma ovale lungo 15 km e largo 8 km, formato da diversi isolotti che circondano una laguna profonda tra i 20 e i 60 m. Al centro della laguna giace il piccolo isolotto di Hon. Lungo il lato orientale scorre una scogliera alta 60 m. Il clima è tropicale umido, il terreno è ricoperto di foresta tropicale. È presente una pista di atterraggio.